# Kabinett Bachelet II

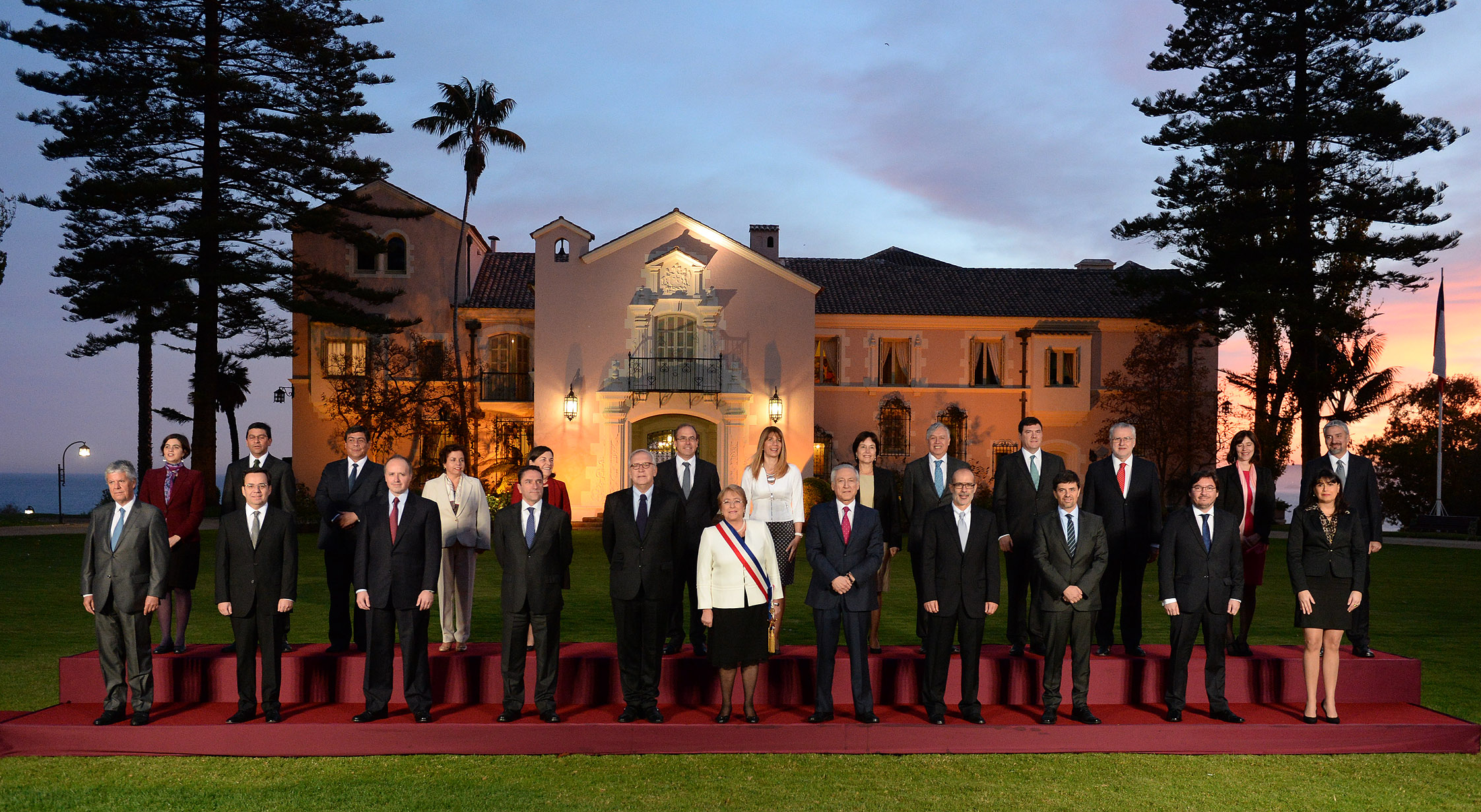
Ministerkabinett am 21. Mai 2015

Das Kabinett Bachelet II bildete vom 11. März 2014 bis zum 11. März 2018 die Regierung von Chile. Es löste das Kabinett Piñera I ab und wurde wiederum vom Kabinett Piñera II abgelöst.

## Kabinettsmitglieder
| Amt und Ressort                                       | Amtsinhaber | Amtsinhaber                | Amtszeit                          |
| ----------------------------------------------------- | ----------- | -------------------------- | --------------------------------- |
| Präsidentin                                           |             | Michelle Bachelet          | 11. März 2014 – 11. März 2018     |
| Ministerium für Inneres und öffentliche Sicherheit    |             | Rodrigo Peñailillo         | 11. März 2014 – 11. Mai 2015      |
| Ministerium für Inneres und öffentliche Sicherheit    |             | Jorge Burgos               | 11. Mai 2015 – 8. Juni 2016       |
| Ministerium für Inneres und öffentliche Sicherheit    |             | Mario Fernández Baeza      | 8. Juni 2016 – 11. März 2018      |
| Außenministerium                                      |             | Heraldo Muñoz              | 11. März 2014 – 11. März 2018     |
| Verteidigungsministerium                              |             | Jorge Burgos               | 11. März 2014 – 11. Mai 2015      |
| Verteidigungsministerium                              |             | José Antonio Gómez Urrutia | 11. Mai 2015 – 11. März 2018      |
| Finanzministerium                                     |             | Alberto Arenas             | 11. März 2014 – 11. Mai 2015      |
| Finanzministerium                                     |             | Rodrigo Valdés             | 11. Mai 2015 – 31. August 2017    |
| Finanzministerium                                     |             | Nicolás Eyzaguirre         | 31. August 2017 – 11. März 2018   |
| Präsidialamt                                          |             | Ximena Rincón              | 11. März 2014 – 11. Mai 2015      |
| Präsidialamt                                          |             | Jorge Insunza              | 11. Mai 2015 – 7. Juni 2015       |
| Präsidialamt                                          |             | Nicolás Eyzaguirre         | 27. Juni 2015 – 31. August 2017   |
| Präsidialamt                                          |             | Gabriel de la Fuente Acuña | 31. August 2017 – 11. März 2018   |
| Regierungsamt                                         |             | Álvaro Elizalde            | 11. März 2014 – 11. Mai 2015      |
| Regierungsamt                                         |             | Marcelo Díaz Díaz          | 11. Mai 2015 – 18. November 2016  |
| Regierungsamt                                         |             | Paula Narváez              | 18. November 2016 – 11. März 2018 |
| Ministerium für Wirtschaft, Entwicklung und Tourismus |             | Luis Felipe Céspedes       | 11. März 2014 – 31. August 2017   |
| Ministerium für Wirtschaft, Entwicklung und Tourismus |             | Jorge Rodríguez Grossi     | 31. August 2017 – 11. März 2018   |
| Ministerium für Gesellschaftliche Entwicklung         |             | Fernanda Villegas          | 11. März 2014 – 11. Mai 2015      |
| Ministerium für Gesellschaftliche Entwicklung         |             | Marcos Barraza             | 11. Mai 2015 – 11. März 2018      |
| Bildungsministerium                                   |             | Nicolás Eyzaguirre         | 11. März 2014 – 27. Juni 2015     |
| Bildungsministerium                                   |             | Adriana Delpiano           | 27. Juni 2015 – 11. März 2018     |
| Ministerium für Justiz und Menschenrechte             |             | José Antonio Gómez Urrutia | 11. März 2014 – 11. Mai 2015      |
| Ministerium für Justiz und Menschenrechte             |             | Javiera Blanco             | 11. Mai 2015 – 19. Oktober 2016   |
| Ministerium für Justiz und Menschenrechte             |             | Jaime Campos               | 19. Oktober 2016 – 11. März 2018  |
| Ministerium für Arbeit und Soziales                   |             | Javiera Blanco             | 11. März 2014 – 11. Mai 2015      |
| Ministerium für Arbeit und Soziales                   |             | Ximena Rincón              | 11. Mai 2015 – 18. November 2016  |
| Ministerium für Arbeit und Soziales                   |             | Alejandra Krauss           | 18. November 2016 – 11. März 2018 |
| Ministerium für Öffentliche Bauten                    |             | Alberto Undurraga          | 11. März 2014 – 11. März 2018     |
| Gesundheitsministerium                                |             | Helia Molina               | 11. März 2014 – 30. Dezember 2014 |
| Gesundheitsministerium                                |             | Carmen Castillo Taucher    | 23. Januar 2015 – 11. März 2018   |
| Ministerium für Wohnen und Stadtentwicklung           |             | Paulina Saball             | 11. März 2014 – 11. März 2018     |
| Agrarministerium                                      |             | Carlos Furche              | 11. März 2014 – 11. März 2018     |
| Bergbauministerium                                    |             | Aurora Williams            | 11. März 2014 – 11. März 2018     |
| Ministerium für Verkehr und Technologie               |             | Andrés Gómez-Lobo          | 11. März 2014 – 14. März 2017     |
| Ministerium für Verkehr und Technologie               |             | Paola Tapia                | 14. März 2017 – 11. März 2018     |
| Ministerium für Nationales Vermögen                   |             | Víctor Osorio Reyes        | 11. März 2014 – 19. Oktober 2016  |
| Ministerium für Nationales Vermögen                   |             | Nivia Palma                | 19. Oktober 2016 – 11. März 2018  |
| Energieministerium                                    |             | Máximo Pacheco Matte       | 11. März 2014 – 19. Oktober 2016  |
| Energieministerium                                    |             | Andrés Rebolledo           | 19. Oktober 2016 – 11. März 2018  |
| Umweltministerium                                     |             | Pablo Badenier             | 11. März 2014 – 20. März 2017     |
| Umweltministerium                                     |             | Marcelo Mena               | 20. März 2017 – 11. März 2018     |
| Sportministerium                                      |             | Natalia Riffo              | 11. März 2014 – 18. November 2016 |
| Sportministerium                                      |             | Pablo Squella              | 18. November 2016 – 11. März 2018 |
| Ministerium für Frauen und Gleichberechtigung         |             | Claudia Pascual            | 11. März 2014 – 11. März 2018     |
| Ministerium für Kulturen, Kunst und Kulturerbe        |             | Claudia Barattini          | 11. März 2014 – 11. Mai 2015      |
| Ministerium für Kulturen, Kunst und Kulturerbe        |             | Ernesto Ottone             | 11. Mai 2015 – 11. März 2018      |